# Ilhom Bahromov
Ilhom Bahromov (7 gennaio 1997) è un lottatore uzbeko, specializzato nella lotta greco-romana. Nel 2019 si è laureato campione asiatico nella categoria fino a 55 chilogrammi.

## Palmarès
- Campionati asiatici

Xi'an 2019: oro nei 55 kg.
Almaty 2021: argento nei 55 kg.
- Giochi olimpici giovanili

Nanchino 2014: oro negli 50 kg.
- Mondiali junior

Macon 2016: argento nei 50 kg.
Tampere 2017: bronzo nei 50 kg.
- Campionati asiatici junior

Manila 2016: oro nei 50 kg.
- Campionati asiatici cadetti

Ulan Bator 2013: oro nei 46 kg.
Bangkok 2013: oro nei 50 kg.